# Albert de Dion

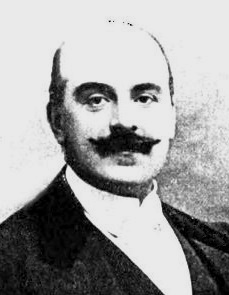
Graf Jules-Albert de Dion.

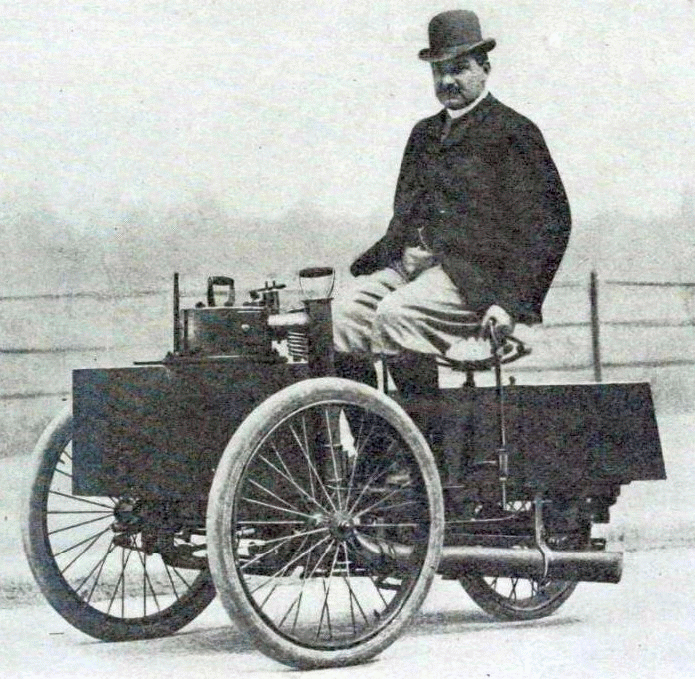
Albert de Dion posiert 1903 am Steuer eines De Dion, Bouton & Trépardoux Dampf-Dreirads von ca. 1889

Albert Jules Graf de Dion, eigentlich Jules-Félix Philippe Albert de Malfiance, Comte (ab 1901 Marquis) de Dion de Wandonne (* 9. März 1856 in Nantes, Département Loire-Atlantique, damals noch Loire-Inférieure; nach anderen Angaben 1856 in Carquefou, Département Loire-Atlantique; † 19. August 1946 im Fernen Osten, nach anderen Angaben in Paris) war ein französischer Hochadliger, Automobilpionier, erfolgreicher Unternehmer und Mitbegründer des zeitweilig größten Automobilherstellers der Welt, De Dion-Bouton. Als Politiker war er langjähriger Abgeordneter der Französischen Abgeordnetenkammer und Senator für das Département Loire-Inférieure (heute Loire-Atlantique).

## Herkunft
Der Stammsitz der Familie liegt im heutigen Königreich Belgien. Sie führt ihren Namen auf das Lehen Seigneurie de Dion-Le-Val zurück, heute ein Ortsteil von Chaumont-Gistoux, welches ein Vorfahre 1210 von Herzog Heinrich I. von Brabant und Niederlothringen erhalten hatte.
Durch die Gründung des Staates Belgien 1830 entstanden eine französische und eine belgische Adelslinie. Albert de Dion entstammt dem französischen Zweig der Familie. Unter den Ahnen sind ein Kreuzritter, Offiziere, Politiker und höhere Verwaltungsbeamte zu finden. Auch der Architekt und Architekturprofessor Henri de Dion (1828–1878) war ein Verwandter; dieser und nicht der in der Öffentlichkeit bekanntere Albert ist mit dem Namen „de Dion“ gemeint, der sich, mit 71 weiteren Forschern und Wissenschaftlern, in einem Fries am Eiffelturm findet.
Sitz der französischen de Dions bis zur Französischen Revolution war das Manoir d’Hezecques in Wandonne, einem Weiler bei Audincthan (Département Pas-de-Calais) im äußersten Norden Frankreichs.

## Jugend
Jules-Félix Philippe Albert de Dion ist der Sohn des Marquis Louis Albert Guillaume Joseph de Dion de Wandonne (1824–1901) und von Laure Félicie Cossin de Chourses (1833–1872). In der Dritten Republik herrschten große Standesunterschiede und Albert stammte als Angehöriger des französischen Hochadels – und dazu eines sehr alten Geschlechts – aus einer außerordentlich wohlhabenden und privilegierten Familie. Der Titel eines Comte (Grafen) wurde ihm in die Wiege gelegt, jenen eines Marquis (Markgraf) erbte er 1901 von seinem Vater.
Entsprechend seiner Herkunft wurde Albert de Dion erzogen. Mit 20 Jahren wurde er zum Germanistik-Studium nach München geschickt. Allerdings verwandte er einen beträchtlichen Teil seiner Zeit nicht aufs Lernen, sondern auf die Konstruktion einer kleinen Dampfmaschine. Die Kenntnisse dazu hatte er sich durch Anschauung und Lesen erworben – heimlich, denn in seinem sozialen Umfeld war es nahezu undenkbar, dass er sich mit so profanen Dingen wie der Mechanik abgab. Gerade sein Vater lehnte eine solche Beschäftigung als nicht standesgemäß ab, seine Mutter förderte ihn hingegen darin.
Albert de Dion blieb zeitlebens unverheiratet. Er war keineswegs ein Rebell und wusste die Vorzüge und Privilegien seiner vornehmen Herkunft zu schätzen und zu genießen. Zumindest in jungen Jahren waren ihm gesellschaftliche Anlässe und Glücksspiel ebenso wichtig und es war bekannt, dass er Meinungsverschiedenheiten gelegentlich mit einem Duell beizulegen suchte. De Dion war Mitglied des gesellschaftlich elitären Jockey-Club de Paris.

## De Dion-Bouton

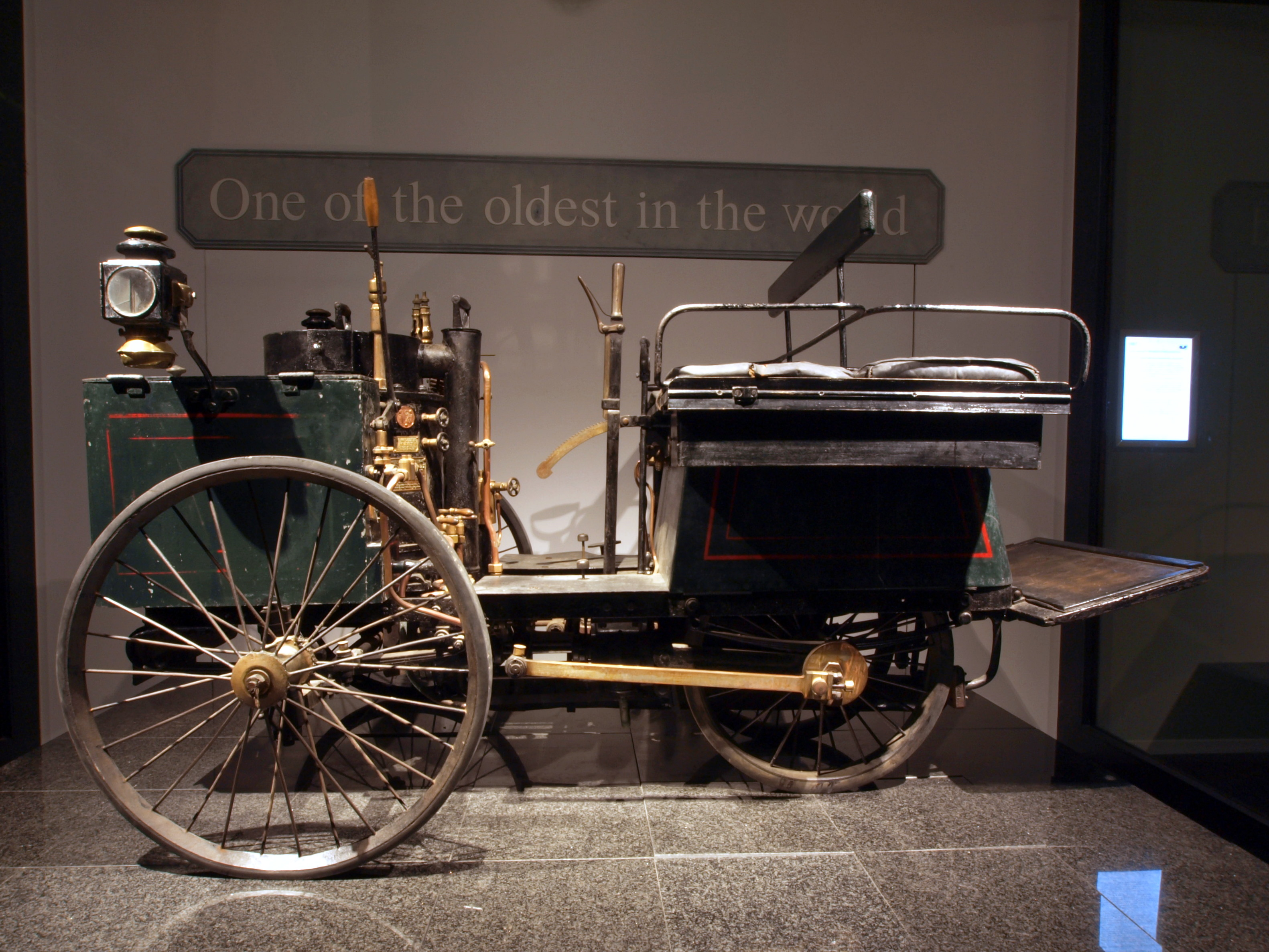
De Dion, Bouton & Trépardoux Dampf-Quadricycle (1887)

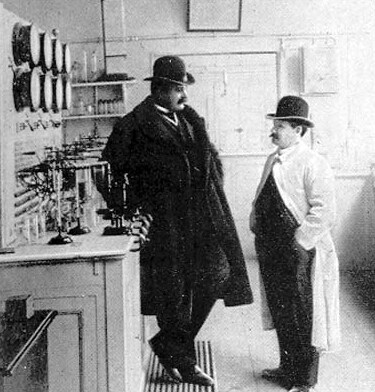
Graf Albert de Dion und Georges Bouton, ca. 1895

Wie es zum Kontakt mit dem Eisenbahningenieur Charles-Armand Trépardoux (1853–1920) und dessen Schwager, dem Mechaniker Georges Bouton (1847–1938) kam, hat de Dion in seinen Erinnerungen Images du Passé (1937; liegt nicht vor) so dargestellt: Die beiden betrieben in Paris an der Passage Léon in Clignancourt im XVIII Arrondissement eine Werkstätte zur Herstellung von physikalischen Apparaten und Präzisionsgeräten. Der Graf hatte zugesagt, als Festordner eines großen Balls zu wirken, den sein Freund, der Duc Auguste de Morny (1859–1920) geben wollte. Auf der Suche nach passenden Cotillon-Artikeln besuchten sie kurz vor Weihnachten 1881 das für Spielsachen und derlei Artikel bekannte Ladengeschäft Giroux am Boulevard des Italiens. Hier war eine von Bouton besonders sorgfältig gebaute Miniatur-Dampfmaschine ausgestellt. Sie hatte einen Alkohol-Brenner und einen gläsernen Zylinder, durch den die Bewegung des Kolbens sichtbar war. Sie weckte de Dions Interesse und veranlasste ihn, sich die Adresse des Ateliers geben zu lassen. Bereits eine Stunde später suchte er Trépardoux und Bouton auf.
Spielzeugherstellung war eine Tätigkeit, mit der sich Bouton und Trépardoux über Wasser hielten, wenn die Aufträge zu spärlich hereinkamen. Ohne zu wissen, wie sie ihr Projekt eines neuartigen, sehr leichten und leistungsfähigen Dampfkessels finanzieren konnten, arbeiteten sie in ihrer freien Zeit an dessen Entwicklung. Anwendungsbereich sollten Boote und ein geplanter, eigener Dampfwagen sein. Die Grundlagen lieferte Trépardoux, Absolvent der École impériale des Arts et Métiers in Angers und ein Fachmann für Dampfkesselbau und Schnellverdampfung. Schon nach de Dions erstem Besuch kam man überein, dass die beiden für 10 Francs am Tag für den Grafen arbeiten sollten; mit ihren Modellen kamen sie auf nur 8 Francs täglich.
Mit de Dions Kapital wurde 1882 das Unternehmen Trépardoux et Cie, ingénieurs-constructeurs gegründet. An der Rue Pergolèse 22 im XVII Arrondissement bezogen sie ein Haus mit mehr Platz und einem großen Garten, sodass Trépardoux und Bouton ihre Arbeiten unter besseren Bedingungen abschließen konnten. Der Name wurde sowohl gewählt, weil einzig Trépardoux ein abgeschlossenes Ingenieursstudium vorweisen konnte, wie auch, um de Dion aus der öffentlichen (und der väterlichen) Wahrnehmung herauszuhalten.
Der Dampfkessel wurde ein großer Erfolg und war in verschiedenen Dimensionen für verschiedene Anwendungen erhältlich.
Albert de Dion entdeckte den Verbrennungsmotor anlässlich des Besuchs der Weltausstellung Paris 1889, wo der später von Panhard & Levassor in Lizenz nachgebaute Daimler-Motor vorgestellt wurde. Nicht zuletzt aus Rücksicht auf Trépardoux forschte de Dion zunächst außerhalb des Unternehmens, stellte mit dem Ingenieur Delalande 1889 einen fähigen Konstrukteur ein und richtete an der rue Maur eine Werkstatt ein. Auf der Suche nach dem richtigen Konzept entwickelte de Dion auch selber Ideen, die in luftgekühlte Umlaufmotoren mit 4 und 12 Zylindern mündeten. Eine wassergekühlte Version meldete er 1890 zum Patent an. Sie nahm Merkmale des bekannten Gnôme-Flugzeugtriebwerks um 15 bis 20 Jahre vorweg. Als Sackgasse erwies sich der Versuch, einen Zweitaktmotor ähnlich einer Dampfmaschine zu konstruieren. Ab Ende 1891 oder Anfang 1892 war auch Georges Bouton involviert, was zum Bruch mit Trépardoux und dessen Ausscheiden aus dem Unternehmen führte. Der De Dion-Bouton Einzylindermotor wurde ein großer Erfolg und legte den Grundstein zum zeitweise größten Automobilhersteller der Welt.

## Schwieriges Verhältnis zum Vater
Alberts Vater, dessen eigenes Steckenpferd die Archäologie war (er war Präsident der archäologischen Gesellschaft von Nantes) stand seinen unternehmerischen Plänen so kritisch gegenüber, dass er sogar versuchte, in Sorge um das Familienvermögen Albert den Umgang mit diesen mechanischen Dingen gerichtlich zu untersagen. Diese Vorliebe sei „kindisch und kaum vereinbar mit einem Mann von normaler Vernunft“. Mit der Zeit besserte sich zwar das Verhältnis; Albert de Dion hat es aber möglicherweise deswegen bis 1886 vermieden, seine Partnerschaft in den Établissements De Dion, Bouton & Trépardoux nach außen zu kommunizieren. Immerhin konnte sein Vater noch erleben, welchen ungeheuren Aufschwung das Unternehmen nahm.

## Dreyfus-Affäre

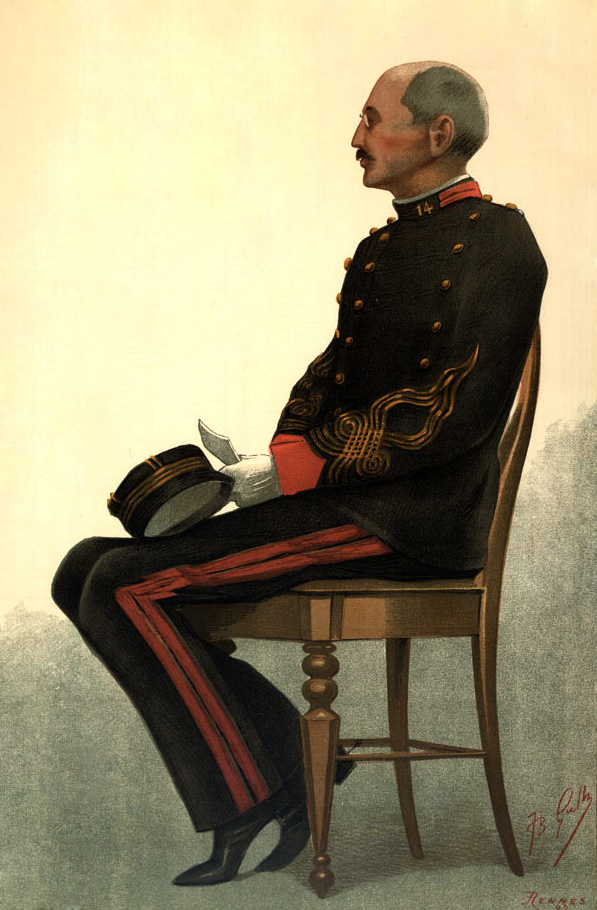
Jean Baptiste Guth, zeitgenössische Darstellung von Alfred Dreyfus während seines zweiten Prozesses vor dem Militärgericht in Rennes. Vanity Fair vom 7. September 1899

Der Artilleriehauptmann Alfred Dreyfus (1859–1935) wurde 1894 des Hochverrats angeklagt und in einem höchst zweifelhaften Verfahren verurteilt. Es zeigte sich erst Jahre später, dass er unschuldig war, Regierungskreise, Armeeführung und sogar Richter intrigiert hatten, um diesen Schuldspruch zu erreichen, und später, um seine Rehabilitation zu hintertreiben. Die Dreyfus-Affäre erhielt eine zusätzliche Dimension durch Dreyfus’ jüdischen Glauben. Sie entwickelte sich zu einem der größten Skandale der Dritten Republik und spaltete die Nation.
De Dion war zeitlebens überzeugt von Dreyfus’ Schuld. Die Affäre brachte ihm sogar eine 15-tägige Freiheitsstrafe und eine Buße von 100 Francs ein. Anlässlich eines Pferderennens hatte er den anwesenden Präsidenten der Republik, Émile Loubet, einen Dreyfus-Unterstützer, mit seinem Gehstock auf dessen Hut geschlagen (ohne ihn dabei jedoch zu verletzen). Der angesehene Journalist und Zeitungsherausgeber Pierre Giffard (1853–1922), ein vehementer Befürworter einer Rehabilitation des Offiziers, hatte dies in seinen Blättern scharf kritisiert und außerdem angedeutet, dass de Dion seine politische Stellung als Deputierter missbrauche, um sein Unternehmen zu bevorzugen. Zwischen de Dion und Giffard entstand eine tiefe Feindschaft, und de Dion entzog den Giffard-Zeitungen Le Petit Journal und Le Vélo seine Anzeigen. Um die Jahrhundertwende war De Dion Mitglied der Ligue de la patrie française, die sich als antidreyfusardische Bewegung gegründet hatte.

## Autorennen

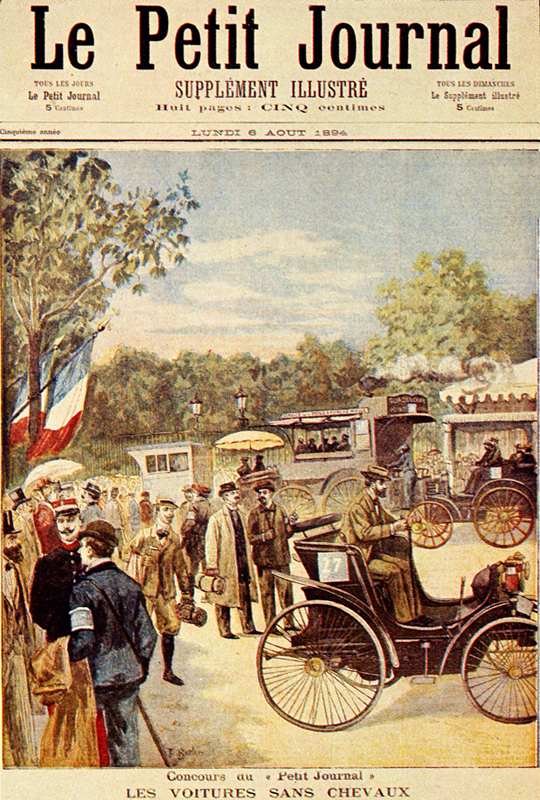
Le Petit Journal vom 6. August 1894

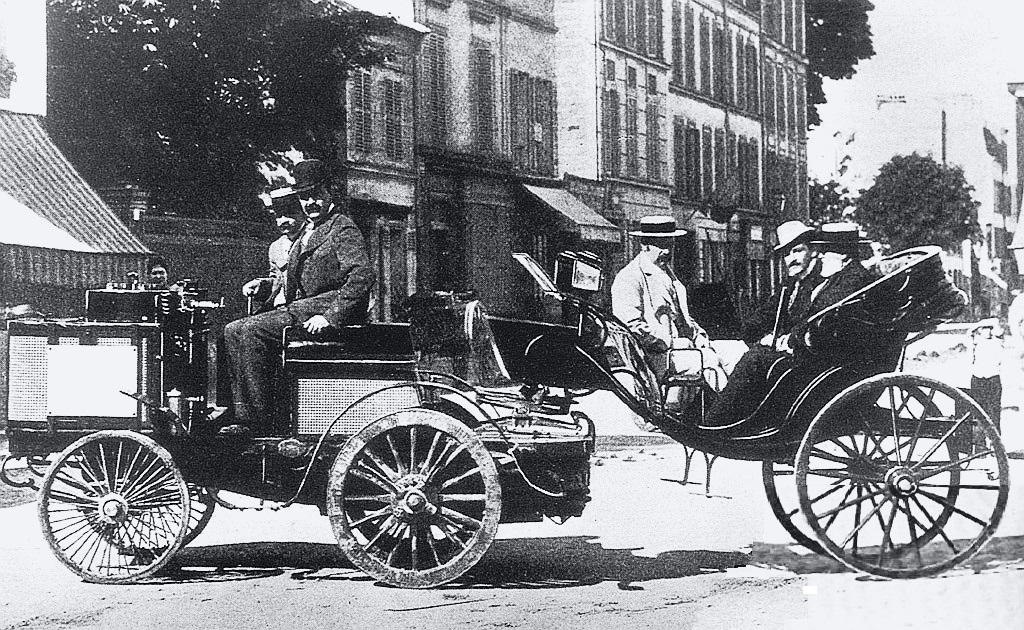
Paris–Rouen 1894: Graf Albert de Dion mit Dampftraktor Remorqueur De Dion, Bouton & Trépardoux und Victoria-Personenanhänger. Unter den Passagieren sein Vater, der Marquis de Dion.

Während der Graf Autorennen an sich ablehnte, waren für ihn Zuverlässigkeitsprüfungen eine willkommene Gelegenheit, das Automobil an sich und De Dion-Bouton im Besonderen bekannter zu machen. Mit seinen Dampfmobilen nahm er selber an mehreren solchen Anlässen teil und unterstützte nicht wenige. So war der Graf Schnellster im ersten „offiziellen“ Autorennen der Automobilgeschichte, der Zuverlässigkeitsfahrt von Paris nach Rouen vom 22. Juli 1894. Er qualifizierte sich problemlos und durfte am 127 km langen Rennen auch starten; die Fahrt selber kam einer Landpartie mit Gästen (unter ihnen sein Vater wie auch der Baron Étienne van Zuylen van Nyevelt und der Offizier und Schriftsteller Émile Driant) näher als einem Rennen. Der Sieg mit 3½ Minuten Vorsprung auf den Zweiten (einen Peugeot-Benziner) wurde ihm aber unmittelbar nach der Ankunft aberkannt, weil sein Fahrzeug angeblich die Vorgabe der „einfachen Handhabung“ nicht erfüllte. Veranstalterin des Anlasses war ausgerechnet die Zeitung Le Petit Journal, hinter der Pierre Giffard stand. Es ist wenig erstaunlich, dass de Dion daher die Zurückstufung als gegen ihn gerichteten, feindseligen Akt sah. Wegen der allgemein bekannten Feindschaft zwischen ihm und Giffard sah das ein nicht unbeträchtlicher Teil der Öffentlichkeit ebenso. Bis heute figuriert de Dion in manchen Rennstatistiken als Sieger.
Nach der Umstellung auf Benzinmotoren verzichtete de Dion-Bouton auf eine eigene Rennsportabteilung, unterstützte aber vor allem in den Motortricycle- und Voiturette-Klassen Privatfahrer mit Logistik und Know-how. Der De Dion-Bouton Einzylindermotor war in seinen Klassen dominierend und wurde auch in Lizenzprodukten und Weiterentwicklungen erfolgreich verwendet. Im Rennsport setzten Marken wie Delage, Sizaire-Naudin und anfangs sogar Renault auf die Technik aus Puteaux.
| Datum                           | Rennen                       | Marke          | Fahrzeug | Position |
| ------------------------------- | ---------------------------- | -------------- | -------- | -------- |
| 22. Juli 1894                   | Le Petit Journal Paris-Rouen | De Dion-Bouton |          | 1        |
| 11. – 13. Juni 1895             | Paris–Bordeaux–Paris         | De Dion-Bouton |          | DNF      |
| 24. September – 3. Oktober 1896 | Paris–Marseille–Paris        | De Dion-Bouton |          | DNF      |
| 24. Juli 1897                   | Paris–Dieppe                 | De Dion-Bouton |          | 2.       |
| 14. August 1897                 | Paris–Trouville              | De Dion-Bouton |          | 4.       |

## Automobile Club de France
Die offizielle Zurückstufung des Grafen nach der Wettfahrt Paris–Rouen blieb nicht ohne Konsequenzen. So suchte er nach Möglichkeiten, um die Organisation von Motorsport-Anlässen fairer und neutraler durchzuführen und dabei gleichzeitig den Motorsport zu fördern.
Eine Gelegenheit dazu war das Rennen Paris–Bordeaux–Paris vom 11. bis 13. Juni 1895. De Dion gehörte ebenso wie Baron de Zuylen einem Komitee an, welches den Anlass vorbereitete, der als eine Art Generalprobe zur Gründung des Automobile Club de France (ACF) am 12. November 1895 gelten kann. Nicht ohne Ironie war, dass es nach diesem Rennen, das nachträglich als 1. Grand Prix des ACF geführt wurde, ebenfalls zur Aberkennung des Sieges an den Schnellsten kam, obwohl schon vorher ersichtlich war, dass das Fahrzeug nicht reglementskonform war: Es hatte, wie der Zweitplatzierte, nur zwei statt der vorgeschriebenen vier Sitzplätze. Daher wurde der Drittschnellste zum Sieger erklärt.

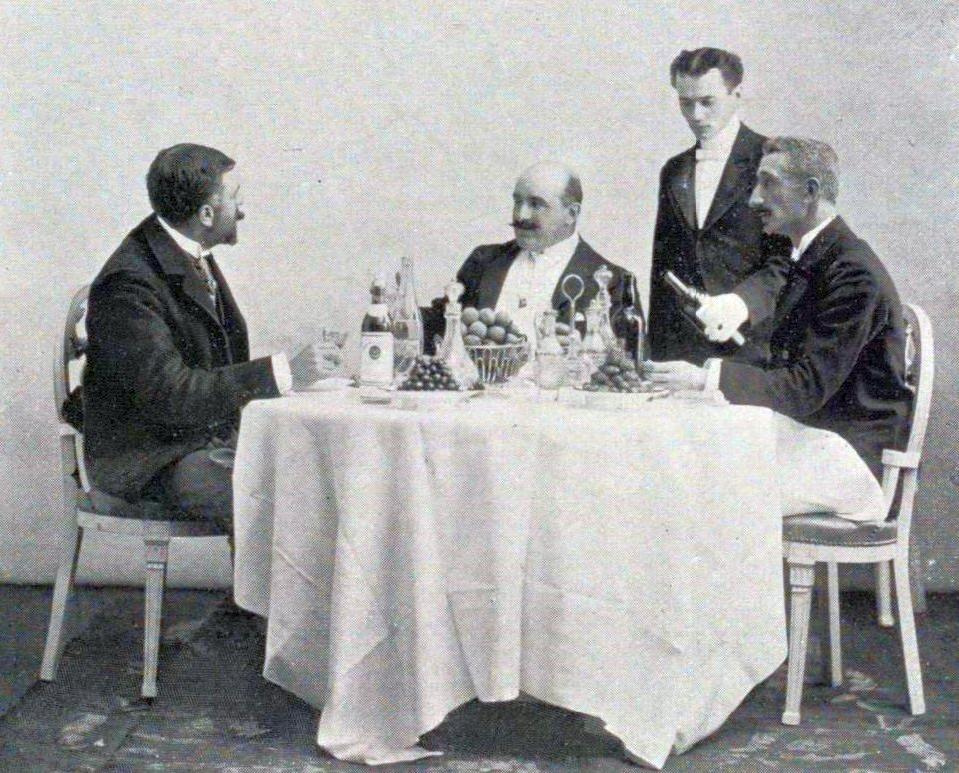
Das gemeinsame Arbeitsessen mit Baron van Zuylen und Meyan von Le Figaro mit de Dion in dessen Haus am Quai d’Orsay 25 wurde fotografisch festgehalten

De Dion war mit van Zuylen befreundet; dieser steuerte auch erhebliche Mittel zum Ausbau der De Dion-Bouton Fabrikanlagen und der Einrichtung einer Niederlassung in Großbritannien bei.
Die konstituierende Sitzung fand am 12. November in de Dions Haus am Quai d’Orsay in Paris statt, der ACF gilt seitdem als ältester Automobilclub der Welt. Van Zuylen wurde zum ersten Präsidenten gewählt, ein Amt, das er bis 1922 innehatte; Meyan wurde der erste Generaldirektor des Clubs.
1895 sagte de Dion:
« Croyez-moi Messieurs, le monde est avec nous aujourd'hui et le mouvement à la tête duquel nous sommes sera irrésistible. Dans trois ans, nous serons deux mille membres, et il nous faudra un palais pour les recevoir ». (Glauben Sie mir, meine Herren, die Welt ist mit uns heute und die Bewegung, der wir vorstehen, wird unwiderstehlich sein. In drei Jahren werden wir 2000 Mitglieder haben und es wird einen Palast brauchen, um sie aufzunehmen.)
Nach einer kurzen Zeit an einem Domizil an der Place de l’Opéra Nr. 4 bezog der Club ein Palais am Place de la Concorde Nr. 6–8, wo er bis heute blieb.
1898 organisierte der ACF den ersten Pariser Autosalon. Auch hierbei war Albert de Dion eine treibende Kraft.
Giffard sah im ACF nicht viel mehr als eine elitäre Vereinigung und gründete den Moto-Club de France als Gegenkonzept dazu. Dies dürfte De Dion bewogen haben, Giffard direkt zu bekämpfen, indem er dessen Zeitungen angriff.

## Zeitungskrieg

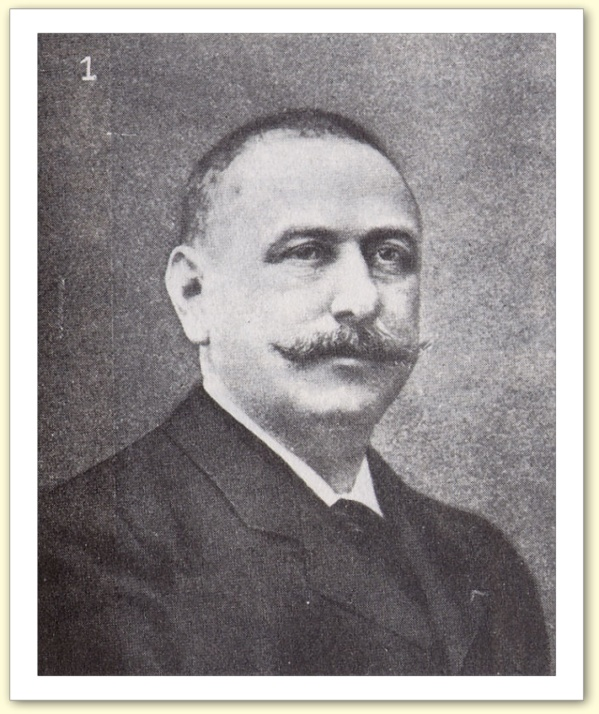
Pierre Giffard (1853–1922), Journalist, Autor und Herausgeber des Le Velo und des Le Petit Journal, um 1900

De Dion setzte beträchtliche Mittel ein um ein Konkurrenzblatt zu Pierre Giffards le Vélo aufzubauen. Dazu nutzte er auch seine Beziehungen in Industrie und Adel. Politische und persönliche Gründe für dieses Engagement sind bereits genannt worden. Dazu kamen handfeste geschäftliche Interessen. Le Petit Journal und Le Vélo waren die bis dato bedeutendsten Werbeträger für Motorfahrzeuge und Zubehör. Alexandre Darracq (1855–1931), dessen Darracq-Automobile De Dion-Bouton konkurrenzierten, hatte in diese Zeitungen investiert und zog daraus entsprechenden Nutzen. Es gelang dem Grafen, weitere Geschäftsleute für das Projekt zu gewinnen, darunter den Reifenhersteller Édouard Michelin (1859–1940) und den Auto- und Fahrradfabrikanten Adolphe Clément (1855–1928).
Die neue Zeitung erschien unter dem Namen L’Auto-Vélo erstmals am 16. Oktober 1900. Das Blatt berichtete überwiegend über Sport, insbesondere Motorsport, und das allgemeine Tagesgeschehen. Es war, nach eigenem Verständnis, und anders als die Giffard-Zeitungen, politisch neutral. Auch sie waren, ebenso wie Le Vélo, auf Auflagenstärke ausgerichtet. Chefredaktor wurde auf Anregung Cléments der ehemalige Radrennfahrer und Leiter einer Radrennbahn, Henri Desgrange (1865–1940). Davor war er für die Anzeigen von Clément verantwortlich gewesen.
Bereits vor der Zuverlässigkeitsfahrt von Paris nach Rouen hatte Giffards Le Petit Journal 1891 mit dem Radrennen Paris–Brest–Paris den ersten „modernen“ Radsportanlass konzipiert und durchgeführt. Insbesondere die Vernetzung von Sport und der Berichterstattung darüber war neu und sehr erfolgreich. Eine zweite Durchführung fand erst 1901 statt. Die Konkurrenzblätter organisierten das Rennen gemeinsam und reduzierten so den eigenen, immer noch riesigen Aufwand. Giffard dürfte nicht erfreut gewesen sein, doch die Weisung kam vom Besitzer der Zeitung, Hippolyte Auguste Marinoni (1823–1904). L’Auto-Vélo unterbot die Anzeigenpreise der Konkurrenz und begann erfolgreich, Radsportanlässe nach dem Vorbild von Le Vélo zu organisieren. Diese „Wilderei“ ging so weit, dass das Rennen Bordeaux–Paris 1902 zweimal ausgetragen wurde: Zuerst organisiert von Giffards Blatt, dann von L’Auto-Vélo. Die Berichterstattung entwickelte sich immer aufwendiger mit Telegrafenstationen und Korrespondenten internationaler Zeitungen.
Aus dem Mitarbeiterstab Desgranges tauchte die Idee auf, einen noch größeren Radsportanlass zu organisieren, die Tour de France. Sie brachte der Zeitung einen überwältigenden Erfolg. Giffard erwirkte 1903 gerichtlich, dass das Blatt umbenannt werden musste. Der neue Name war L’Auto. Am Niedergang des Konkurrenzblattes änderte dies nichts; 1904 musste Le Vélo schließen. Giffard war bereits im Jahr zuvor gegangen.
L’Auto wurde 1946 als L’Équipe neu gegründet.
De Dions Abstecher in das Zeitungswesen zahlte sich für diesen auch finanziell aus.

## Michel Zélélé

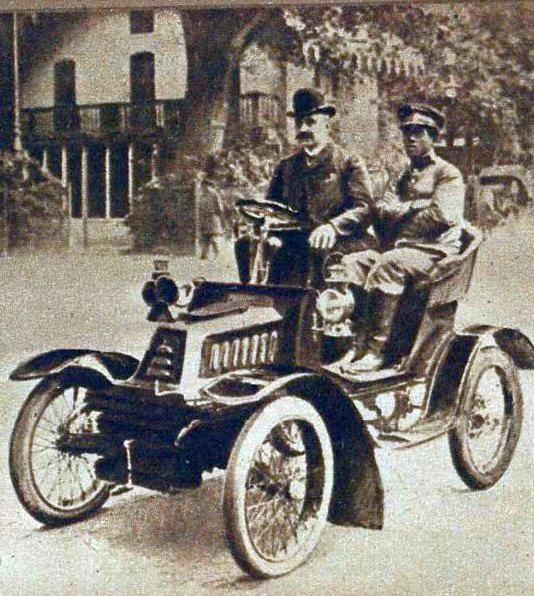
De Dion am Lenkrad einer „Populaire 6 CV“, Zélélé auf dem Beifahrersitz

Zélé „Michel“ Zélélé (auch „Nzelele“) war angeblich der Sohn eines äthiopischen Stammesfürsten. 1896 begleitete er Henri Philippe Marie d’Orléans (1867–1901), der sich als Forschungsreisender, Fotograf, Kunstmaler und Autor betätigte, nach Frankreich. Auf Empfehlung von d’Orléans kam Zélélé zu De Dion-Bouton und erwies sich dort als begabter Mechaniker und lernte auch das Autofahren. 1900 stellte ihn der Graf de Dion als seinen persönlichen Fahrer ein. Zu dieser Zeit war ein schwarzafrikanischer Chauffeur in Frankreich so außergewöhnlich, dass Zélélé bald eine lokale Berühmtheit wurde. De Dion-Bouton ließ Werbeplakate herstellen, auf denen er in Chauffeur-Uniform und mit verschränkten Armen auf dem Beifahrersitz saß, während eine junge Dame virtuos ihre Populaire lenkte. Über den ACF ist eine Aufnahme erhältlich, die Zélélé 1906 am Lenkrad einer de Dion-Bouton Limousine zeigt.
Der immer diskret auftretende Zélélé lernte viele Persönlichkeiten aus der Gesellschaft kennen. Er sprang ein, um König Leopold II. von Belgien zu chauffieren, und brachte Caroline Otéro das Autofahren bei.
Zélélé blieb bis zum Tod des Marquis 1946 in dessen Diensten. Danach wurde er der Fahrer von André Vallut, einem der Konstrukteure der Pariser Métro.

## Politik

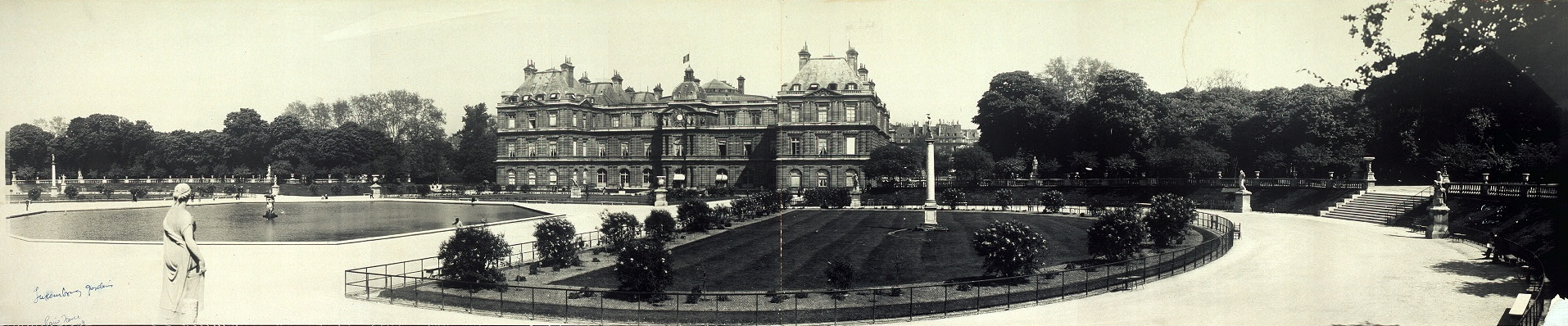
Palais de Luxembourg (Sitz des Senats), ca. 1909

Aktiv in der Politik war de Dion schon früh; er gründete die Liga für ein universales Wahlrecht (für Männer) und amtierte als deren Vizepräsident; ein entsprechendes Gesetz galt in Frankreich seit 1875.
Nationalkonservativ und zumindest in den 1870er Jahren ein Bonapartist, meldete er sich während der Dreyfus-Affäre (1895; rehabilitiert 1905) als ein entschiedener Befürworter der Verurteilung von Dreyfus zu Wort. Zumindest während deren moderaten Anfängen stand er der Ligue des Patriotes nahe und kandidierte am 5. November 1899 als Nationaliste plébiscitaire für das Parlament des Kantons Carquefou, in das er ohne Unterbruch bis 1934 stets wiedergewählt wurde.

### Nationale Politik
Nach dem Tod des Vaters 1901 gingen Rang und Titel eines Marquis auf Albert de Dion über. 22 Jahre lang, von 1902 bis 1924, gehörte er als Abgeordneter des Départements Loire-Inférieure (heute Loire-Atlantique) der französischen Abgeordnetenkammer an.
| Amtsdauer                  | Departement      | Einsitz für                   |
| -------------------------- | ---------------- | ----------------------------- |
| 27. Apr. 1902–31. Mai 1906 | Loire-Inférieure | ohne Eintrag                  |
| 6. Mai 1906–31. Mai 1910   | Loire-Inférieure | Republikanische Nationalisten |
| 24. Apr. 1910–31. Mai 1914 | Loire-Inférieure | Parteilos                     |
| 26. Apr. 1914–7. Dez. 1919 | Loire-Inférieure | ohne Eintrag                  |
| 16. Nov. 1919–31. Mai 1924 | Loire-Inférieure | Parteilos                     |

### Der Marquis und das Vichy-Regime
Es folgten weitere 17 Jahre als Mitglied des Senats (1924–1941). In der Öffentlichkeit war der Marquis bekannt für pointierte Äußerungen und manche gewagte Aussagen oder Prognosen.
Als die Nationalversammlung Marschall Pétain nach dem Waffenstillstand 1940 nahezu absolute Vollmachten erteilen wollte, gehörte der Konservative und Bonapartist de Dion zu dessen heftigsten Gegnern. Er nahm aber an der Abstimmung am 10. Juli 1940 nicht teil. Der Marschall gewann mit 569 gegen 80 Stimmen.
1944 ließ sich der greise Marquis überreden, für eine Zeitung gemeinsam mit Zélélé vor einer Populaire von 1903 zu posieren. Auch eine milde Form des Protests gegen die Benzinrationierung ist überliefert; sie ist gleichzeitig eine für ihn typische Geste. Er ließ ein kohlebefeuertes Dampf-Tricycle aus den späten 1890er Jahren herrichten und sich darauf von seinem nicht minder betagten Chauffeur Zélélé demonstrativ durch die Straßen von Paris fahren. Die Kohlen sparte er von seiner Zuteilung ab. Eine wirkliche Notwendigkeit für diese Unternehmung bestand nicht, ihm ging es offenbar darum, die deutsche Besatzungsmacht zu ärgern, was für ihn wohl folgenlos blieb.

## Würdigung

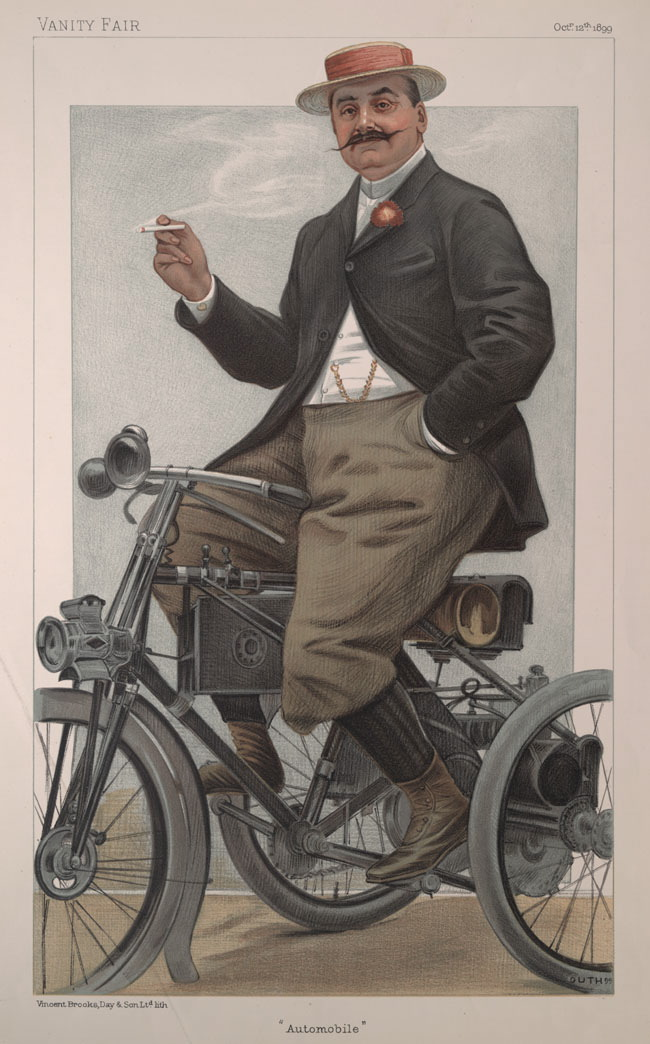
Karikatur von Jean Baptiste Guth in Vanity Fair (1899)

Anders als andere Pioniere wie Trépardoux, Léon Serpollet, Émile Levassor, Armand Peugeot, die Renault-Brüder Marcel und Louis oder Adolphe Clément war Albert de Dion ein Amateur, der weder eine technische noch unternehmerische Ausbildung genossen hatte. Dennoch hatte er ein großes Verständnis für technische Zusammenhänge; 1889 baute er den wahrscheinlich ersten Umlaufmotor, für den er ein Patent erhielt.
Bei De Dion-Bouton traf er die Entscheidungen, weil er das Kapital beisteuerte. Er war ein harter Geschäftsmann und sicherte sich mit seinen finanziellen Mitteln die völlige Kontrolle über das Unternehmen; seine Partner behandelte er korrekt aber eher wie Angestellte; die Gesellschafterverträge ließen keinen Zweifel daran woher die finanziellen Mittel kamen. Dennoch hatte gerade Georges Bouton seinen lebenslangen Respekt.
Zweifellos war Albert de Dion in seinen frühen Jahren ein Visionär, zu dessen Verdiensten es gehört, dass er die großen Fähigkeiten und das Talent von Bouton und Trépardoux’ erkannte. Es war sein Kapital, das deren Dampfkessel zur Serienreife brachte und damit den Grundstein zum Erfolg des zeitweilig weltgrößten Automobil- und Motorenherstellers legte und es waren seine Entscheidungen, welche das Unternehmen zu den führenden der Branche machte. Zu nennen sind insbesondere die frühe Umstellung auf Verbrennungsmotoren, das Tricycle und die Voiturettes Vis-à-vis und Populaire. Danach gelang mit dem ersten V8-Motor in einem Serienauto ein weiterer Meilenstein. Andererseits vermochte er nicht, ein dauerhaft erfolgreiches Anschlussprojekt an die Voiturettes zu finden, für die das Unternehmen bis heute am bekanntesten ist. Außerdem ist vor allem ihm anzulasten, dass die Umstellung auf moderne Produktionsmethoden unterblieb, was De Dion-Bouton letztlich die Konkurrenzfähigkeit raubte. Wie auch Bouton war er nicht davon abzubringen, dass „Massenware“ zwangsläufig von minderer Qualität sein müsse.
Er achtete sehr genau darauf, dass die Patente von de Dion-Bouton von niemandem verletzt wurden und zog andernfalls schnell vor Gericht; umgekehrt respektierte auch er die Rechte anderer Hersteller. Das führte dazu, dass er seine Populaire in der Werbung auch dann noch als petite voiture bezeichnete, als der Begriff Voiturette längst Allgemeingut geworden war, weil der Begriff als Modellname von Léon Bollée geschützt war, was de Dion ohne weiteres respektierte.
Politisch war der Graf stets umstritten, eigenwillig und handelte keineswegs immer besonnen. Seine Feindschaft mit Pierre Giffard führte dazu, dass er ein humoristisches Buch, das dieser 1899 über die aufkommenden Fahrräder und Automobile geschrieben hatte (La Fin du cheval mit Illustrationen von Albert Robida) als dessen politisches Programm streute und ihn so lächerlich machte.
Abert de Dion wird als standesbewusst, barsch und aufbrausend beschrieben. Sein Umgang mit Trépardoux nach der Trennung oder mit Pierre Giffard lässt es naheliegend erscheinen, dass er sehr nachtragend sein konnte und gelegentlich zu kleinlichen Reaktionen neigte.
Ihm zu Ehren tragen die Dion-Inseln in der Antarktis seinen Namen.